# Conservatoire d'Athènes
Le Conservatoire d'Athènes (en grec moderne : Ωδείον Αθηνών, Odeíon Athinón) est le plus ancien conservatoire de Grèce. Il a été fondé en 1871. C'est, avec le Conservatoire national, la plus importante académie de musique du pays. Maria Callas, Dimitri Mitropoulos, Nikos Skalkottas, Gina Bachauer et Míkis Theodorákis figurent parmi les anciens diplômés célèbres.
Le Conservatoire est situé non loin du Jardin national et du Musée byzantin et chrétien d'Athènes.

## Histoire
Le Conservatoire a été fondé en 1871 sous le Premier ministre Aléxandros Koumoundoúros en tant que première université de musique et de théâtre de la Grèce moderne. Auparavant, l'académie de musique du pays principale était l'Académie ionienne à Corfou. À l'exception du violon et de la flûte, l'accent était initialement mis sur l'étude de la musique ancienne, tandis qu'à partir de 1881 des cours de musique classique moderne étaient proposés. Jusque-là, la musique classique de la Grèce était principalement façonnée par les compositeurs italiens de l'École ionienne (en), dont les représentants (comme Spyrídon Xýndas (en)) étaient parmi les premiers professeurs de l'école. En 1903, à l'instigation du professeur de musique Giórgios Názos (en), une troisième faculté de musique byzantine est ouverte. Elle dispense également des cours de musique religieuse. Au début du XXe siècle, les cours de musique dispensés subissent les influences allemandes, en particulier le style wagnérien. À la veille des Guerres balkaniques et de la Première Guerre mondiale, le Conservatoire d'Athènes accueille des professeurs cosmopolites : Josef Gabriel Rheinberger, Ludwig Thuille (qui participent à la diffusion du romantisme allemand contre le romantisme italien et français alors prédominants) et le compositeur belge Armand Marsick qui dirige l'orchestre de 1908 à 1916. En 1915, le conservatoire a atteint son apogée avec 50 professeurs et enseignants et 814 étudiants.
Dans l'entre-deux-guerres, le conservatoire n'intègre pas les nouveaux courants de musique (Edgard Varèse et ses « sons organisés » sont bannis, tout comme Igor Stravinsky et Béla Bartók) ce qui entraîne une scission entre une aile plus conservatrice, attachée au style classique et une aile moderne qui développe une nouvelle esthétique (musique modale, musique tonale et musique atonale). Manólis Kalomíris et Spýros Samáras décident ainsi de quitter l'institution en guise de protestation.
En 1959, le Conservatoire emménage dans de nouveaux locaux, conçu selon le style bauhaus très en vogue à l'époque. Son architecte est le grec Ioánnis Despotópoulos (en). Le bâtiment historique accueille aujourd'hui l'école de musique municipale ainsi que des récitals et évènements culturels. Le Conservatoire d'Athènes se développe dans de nouveaux domaines dans les arts de la scène : la nouvelle école de danse, déjà couronnée de succès, complète les disciplines des arts de la scène, la nouvelle école de musique de jazz comprend des musiciens de premier plan parmi son personnel enseignant et a pris un élan significatif. L'établissement travaille en coopération avec le Théâtre national de Grèce ainsi que l'École hellénique d'art dramatique (en).

## Bâtiment
Le Conservatoire d'Athènes est situé sur la rue Rigíllis et l'avenue Vasiléos Konstantínou. La façade du bâtiment mesure 160 mètres, l'ensemble du bâtiment mesure 13 000 mètres carrés. C'est un exemple exceptionnel de l'école Bauhaus et du mouvement moderne en Grèce. Conçu par l'architecte grec Ioánnis Despotópoulos (également connu sous le nom de Jan Despo), il est le seul grec à avoir étudié sous le fondateur de l'école Bauhaus Walter Gropius. Le Conservatoire est la seule partie achevée d'un ambitieux complexe culturel à grande échelle commandé en 1959 par le gouvernement de l'époque pour la ville d'Athènes. La proposition complète de Despotópoulos pour le centre culturel d'Athènes impliquait de remodeler l'espace qui s'étend de l'avenue Vasilíssis Sofías à l'avenue Vasiléos Konstantínouu, et de la rue Rigíllis jusqu'à la Galerie nationale, couvrant une superficie de près de 150 000 mètres carrés. Selon les archives de Despotópoulos conservées à la section « Architecture grecque moderne » du Musée Benaki, son plan prévoyait en plus du Conservatoire d'Athènes la construction d'un opéra de 1 800 places, d'un théâtre circulaire, d'une extension de la Galerie nationale, d'un nouveau musée byzantin, une église de style byzantin, un hôtel, une salle pour des spectacles de danse classique et l'orchestre d'État ainsi qu'une salle de théâtre pour le théâtre expérimental. Le projet n'est pas tout à fait tombé dans l'oubli puisque la Fondation Stávros Niárchos et le Gouvernement hellénique inaugurent en 2016 un nouveau complexe culturel moderne, composé d'un opéra, d'un parc agrémenté de fontaines et d'une nouvelle annexe pour la Bibliothèque nationale de Grèce. Le projet aura coûté 600 millions d'euros (financé par la fondation, le gouvernement récupérant l'exploitation) sur une surface de 20 hectares. L'architecte chargé du projet fut l'italien Renzo Piano. La capacité de l'opéra, qui domine le parc et dont le toit est composé de 720 panneaux de béton armé, est de 400 personnes.
Entre le 8 avril et le 16 juillet 2017, le Conservatoire d'Athènes a été l'un des quatre principaux lieux partenaires de l'exposition internationale d'art documenta 14. Pour les besoins de l'exposition, la plupart des espaces publics ouverts à l'intérieur et à l'extérieur du bâtiment étaient dédiés aux événements artistiques, aux besoins et aux expositions de la documenta 14. L'un des espaces utilisés pour cette exposition est l'amphithéâtre, situé sous terre, qui est architecturalement inspiré par les théâtres grecs antiques. L'espace a accueilli un projet artistique d'installation sonore de l'artiste nigérian Emeka Ogboh nommé La façon dont les choses terrestres vont, l'une des rares occasions où l'espace a été ouvert au public. En décembre 2017, la salle de concert Áris Garoufális, située au niveau supérieur du bâtiment, a également été entièrement rénovée  sur le plan architectural et acoustique grâce à un don de la fondation culturelle des Amis d'Alíki Vatikióti (el) pour la musique et les arts. La salle accueille désormais régulièrement des concerts, des concours de musique, des examens de musique, des répétitions et d'autres événements culturels.

## Élèves et enseignants célèbres

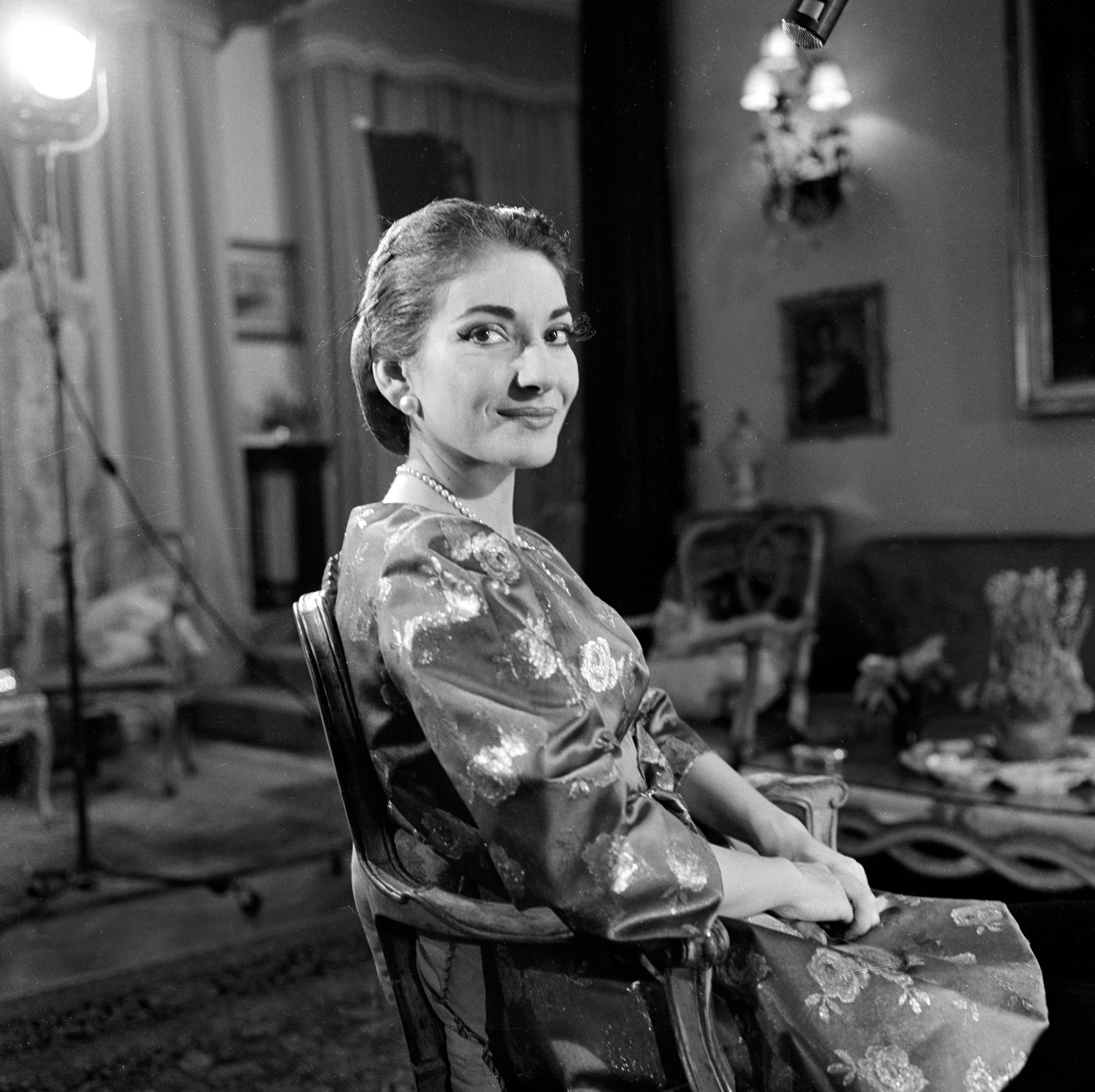
Maria Callas, l'une des plus illustres élèves du Conservatoire.

Parmi les musiciens qui ont enseigné au Conservatoire d'Athènes figurent Manólis Kalomíris et Elvira de Hidalgo. La chorégraphe María Chors a également été professeure pendant dix ans à l'école d'art dramatique. Figurent parmi les diplômés du conservatoire de nombreuses personnalités remarquables de l'histoire des musiques du monde : Spýros Samáras (1882), Maria Callas (1938), Dimitri Mitropoulos (1919), Gina Bachauer, Thrasýboulos Georgiádis (en), Nana Mouskouri, Stávros Xarchákos, Míkis Theodorákis, Felix Petyrek (en), la compositrice et cheffe d'orchestre Eléni Lambíri, la dramaturge Zoe Mavroudi, la peintre Líli Arlióti.